# Hallelujah (Gali Atari & Milk & Honey)
Hallelujah is een nummer en hitsingle van de Israëlische muziekgroep Milk & Honey.
In 1979 wonnen zij, met Gali Atari als zangeres, eerst het Israëlische songfestival met dit nummer en op 31 maart het Eurovisiesongfestival in Jeruzalem. Het nummer wordt beschouwd als een eurovisiesongfestivalklassieker vanwege het unieke optreden, waarbij Atari en haar achtergrondzangers één voor één het podium betraden, in plaats van allemaal samen. Hallelujah werd als tiende op de avond uitgevoerd na de West-Duitse Dschinghis Khan met het gelijknamige "Dschinghis Khan" en voorafgaand aan de Franse Anne-Marie David met "Je suis l'enfant soleil".
Na de overwinning werd de plaat ook in Nederland een hit in de Nederlandse Top 40, Nationale Hitparade en de TROS Top 50. Ook in de Europese hitlijst, de TROS Europarade,  werd een toptien notering behaald.
Ook in België (Vlaanderen) werd de plaat een hit in zowel de voorloper van de Vlaamse Ultratop 50 als de Vlaamse Radio 2 Top 30.

## NPO Radio 2 Top 2000
In de eindejaarslijst NPO Radio 2 Top 2000 van NPO Radio 2 stond de plaat tweemaal genoteerd.

| Nummer met noteringen in de NPO Radio 2 Top 2000 | '00  | '01  |
| ------------------------------------------------ | ---- | ---- |
| Hallelujah                                       | 1492 | 1918 |

1. ↑  Een vetgedrukt getal geeft de hoogste notering aan.
2. ↑  2000 was het eerste jaar met een notering voor dit nummer.
3. ↑  Deze tabel is bijgewerkt tot en met de laatste editie (2024).